# Georg Bassler

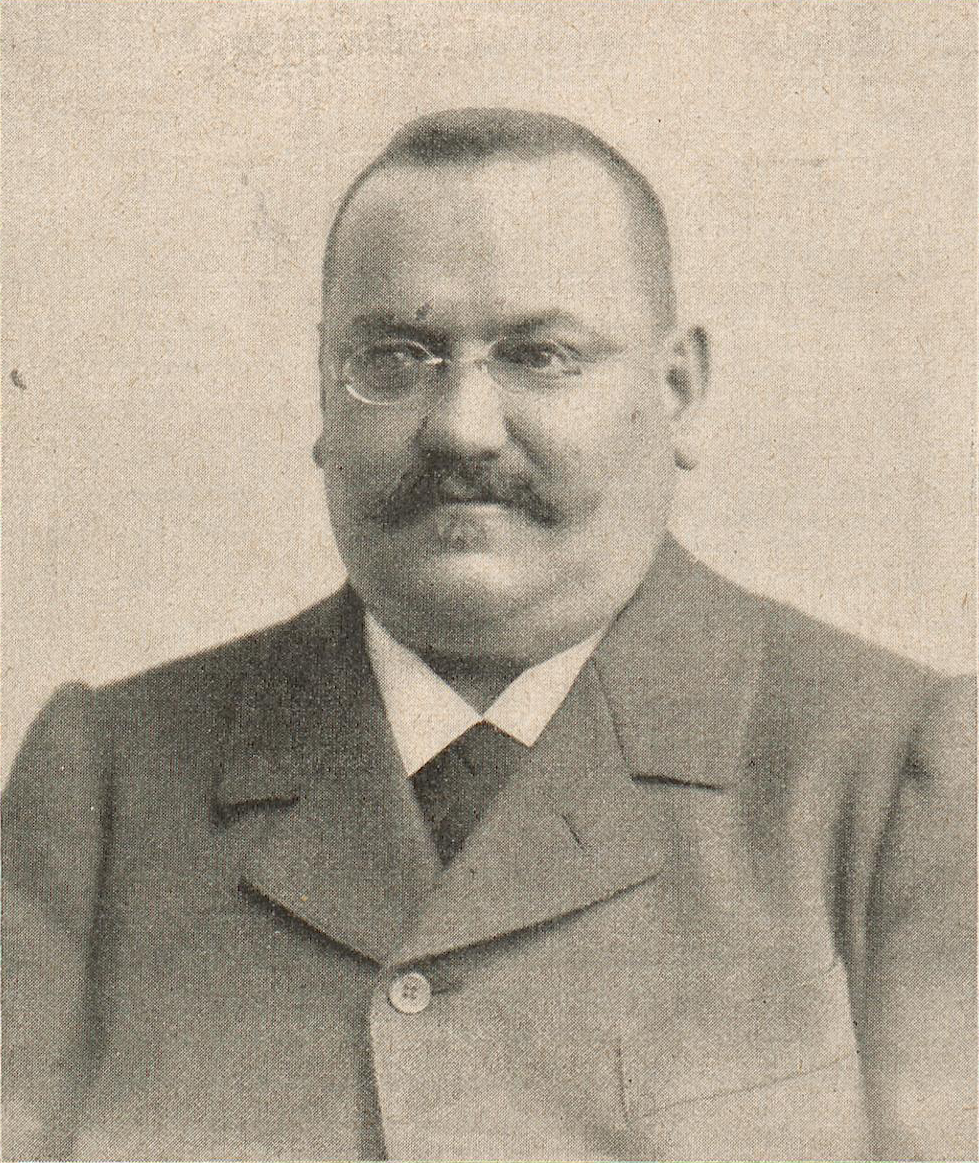
Georg Bassler

Georg Bassler (* 1. Juli 1857 in Stuttgart; † 16. April 1900 in Heslach, Stuttgart-Süd) war ein deutscher Sozialdemokrat, Drucker sozialdemokratischer Zeitschriften in Stuttgart und zeitweiliger Chefredakteur der Satirezeitschrift Der Wahre Jacob.

## Leben
Georg Bassler war Sohn eines Güterschaffners und wurde pietistisch erzogen. Er machte eine Lehre als Schriftsetzer und beteiligte sich schon als Lehrling bei dem dreimonatigen Streik der Druckergewerkschaften 1872. Der Streik war erfolgreich, insofern die Forderungen nach 20 % Lohnerhöhung und dem 10-Stunden-Tag durchgesetzt werden konnten.
1874 ging er auf die Walz. Ein handschriftliches Reisetagebuch – eine sozialgeschichtliche Rarität – ist erhalten: Mein erster Gang in die Fremde: vom 24. August bis 28. September 1874; Reise-Tagebuch von Stuttgart über Hannover nach Leipzig. Eine Abschrift besitzt das Haus der Geschichte Baden-Württemberg in Stuttgart. Während einer Haftstrafe 1881 vollendete Bassler die Niederschrift und schließt mit dem Satz: „Beendet am 7. März (1881) im Stuttgarter Justizpalast“.
Bassler bekennt sich darin zum Atheismus, zur Arbeiterbewegung und ihren Idealen „Internationalismus, Solidarität, Brüderlichkeit“ – wobei er allerdings tiefe Abneigung gegen Norddeutsche im Allgemeinen und Preußen im Besonderen hegte. Preußenhass war in der süddeutschen Sozialdemokratie nicht ungewöhnlich; er richtete sich vor allem gegen Bismarck, den Initiator des Sozialistengesetzes, und gegen die preußische Regierungsform.
1880 wurden Bassler und seine Braut Caroline Frank zu einer mehrwöchigen Haftstrafe verurteilt: Er hatte seinem Bruder Christian, der in die USA ausgewandert war, mehrere Exemplare der verbotenen Zeitschrift Der Sozialdemokrat geschickt. Bassler war in der Tat auch eine der Kontaktpersonen, die den illegalen Vertrieb der Zeitschrift, die im Ausland gedruckt und ins Land geschmuggelt wurde, organisierten.
1882 gründete Bassler das Schwäbische Wochenblatt, das dritte Presseorgan der württembergischen Sozialdemokratie unter dem Sozialistengesetz, das anders als seine beiden Vorgänger nicht einem sozialistengesetzlichen Verbot zum Opfer fiel. Verleger war J. H. W. Dietz, der aus Hamburg ausgewiesen worden war und seine Geschäfte 1882 nach Stuttgart verlegt hatte. Am 1. April 1882 erschien die erste Nummer in einer Auflage von 1200 Stück; bis 1888 war Bassler selbst Redakteur. Ab 1881 arbeitete er zudem als Setzer in Dietz’ Druckerei, die Karl Kautskys Die Neue Zeit herstellte. Ab 1885 erschien die Neue Zeit in Basslers eigener Druckerei, wo ab 1888 auch Der Wahre Jacob erschien. Von 1890 bis zu seinem Tod im Jahr 1900 zeichnete er dann beim Wahren Jacob als Redakteur verantwortlich, wobei er dort möglicherweise nur Sitzredakteur war – es sind jedenfalls keine von ihm namentlich gezeichneten Artikel nachzuweisen.
In Stuttgart war Bassler einer der politisch aktivsten Sozialdemokraten. Spätestens ab 1877 war er in der SAP aktiv. Das liberalere Stuttgart war seit der Verabschiedung des Sozialistengesetzes 1878 ein Sammelbecken für Gewerkschaften und Sozialdemokraten. Während dieser Zeit gaben sich die von Bassler mitgegründeten sozialdemokratischen Vereinigungen häufig als Tanz- und Vergnügungsvereine aus. Nach 1890 konnte Bassler wieder öffentlich agitieren. 1895 kandidierte Bassler für den Landtag, unterlag jedoch im zweiten Wahlgang nach vermutlich manipulierter Wahl. Als Bassler 1900 starb, hatte er den Ruf eines bedeutenden Arbeiterführers in Württemberg.